# Juan Oviedo (futbolista)
Juan Alberto Oviedo (Buenos Aires, Argentina, 30 de abril de 1993) es un futbolista argentino. Juega como delantero y actualmente milita en San Marcos de Arica de la Primera B de Chile.

## Trayectoria
Se inició en Belgrano de Córdoba.
Pese a ser argentino, Oviedo inició su carrera futbolística en Chile, donde jugó primero en San Marcos de Arica, equipo donde inició su carrera futbolística y luego pasó a Ñublense, equipo donde juega actualmente

## Clubes
| Club                | País  | Año           |
| ------------------- | ----- | ------------- |
| San Marcos de Arica | Chile | 2014-2015     |
| Ñublense            | Chile | 2016          |
| San Marcos de Arica | Chile | 2016-presente |